# Warnowo Wschodnie
Warnowo Wschodnie (także Rabiąż; niem. do 1945: Rabenzer See, Warnow See) – jezioro na wyspie Wolin, położone w gminie Wolin, w powiecie kamieńskim, w woj. zachodniopomorskim. Jezioro znajduje się w obrębie Wolińskiego Parku Narodowego, w Obwodzie Ochrony Warnowo położonym w jego północno-wschodniej części.

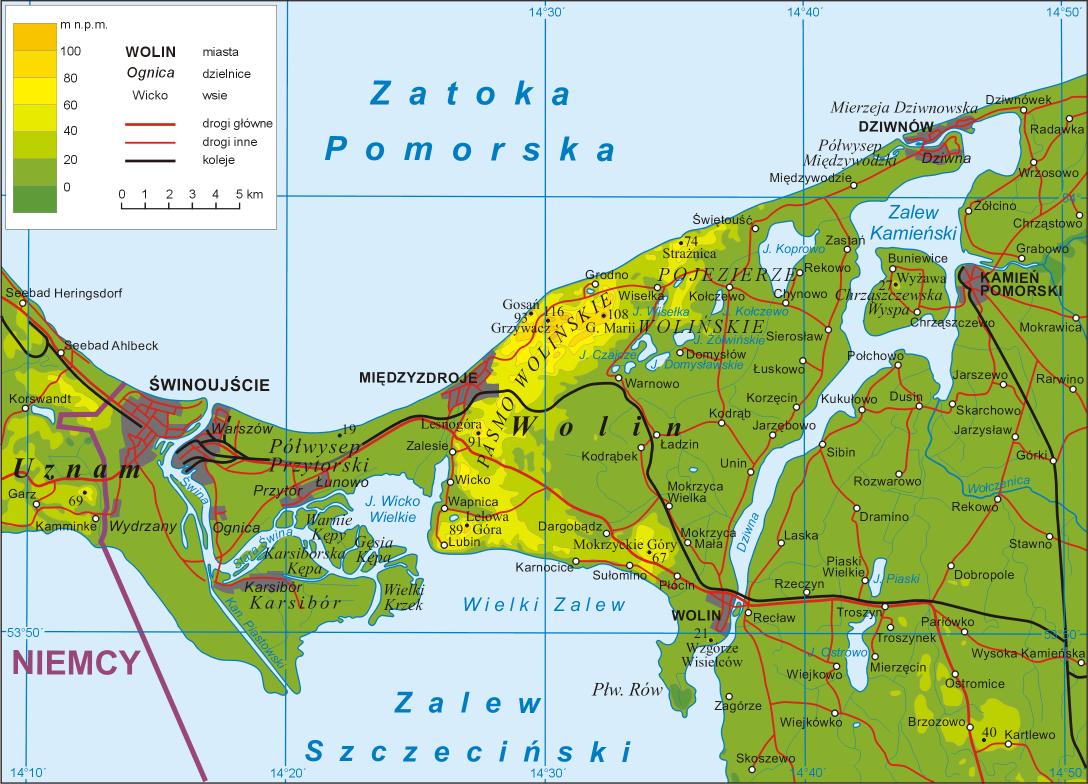
Rabiąż widoczny na mapie wyspy Wolin. Niepodpisane - na wschód od miejscowości Warnowo

Jego powierzchnia wynosi 14,75 ha, średnia głębokość 1,5 m, a maksymalna głębokość 2,8 m. Charakterystyczną cechą jeziora jest kryptodepresja, w której dno jeziora znajduje się na poziomie 1,4 m p.p.m. Według typologii rybackiej jest to jezioro karasiowe.
Brzeg jeziora jest bardzo mulisty i trudno dostępny.
Warnowo Wschodnie i Warnowo Zachodnie łączy kanał o głębokości 70 cm, szerokości 3,5 m i długości ok. 100 m, w dużym stopniu zarośnięty.
Jezioro jest połączone także z Jeziorem Czajczym, poprzez wyraźnie ukształtowany ciek przecinający wał glin rozdzielający oba jeziora. Długość tego cieku to ok. 150 m, szerokość od 1,0 do 2,0 m. Wylot z Warnowa Wschodniego jest obecnie całkowicie zarośnięty.
Jezioro dawniej było połączone z Jeziorem Domysłowskim. W 1824 roku między tymi jeziorami mieszkańcy Domysłowa usypali tamę.

## Nazwa
Nie jest jednoznacznie określone, jaką oficjalną nazwę ma jezioro – Warnowo Wschodnie czy Rabiąż. Nazwę Rabiąż przedstawiają dokumenty gminne i informacje Wolińskiego Parku Narodowego. Taka nazwa została również ustalona jako urzędowa w 1949 gdy polonizowano niemieckie nazwy obiektów fizjograficznych z tego obszaru. Jednak w wydanym w 2006 urzędowym wykazie Nazewnictwo geograficzne Polski tom 1 Hydronimy opracowanym i zatwierdzonym przez Komisję Nazw Miejscowości i Obiektów Fizjograficznych jako jedyną nazwę urzędową jeziora podano Warnowo Wschodnie. Na mapach topograficznych stosowane bywają wymiennie obie formy nazwy – na niektórych jako pierwsza podawana jest nazwa Rabiąż, a nazwa Warnowo Wschodnie podawana jest na miejscu drugim w nawiasie, na innych zaś postąpiono odwrotnie.